# Emily Skye
Emily Skye ist das Pseudonym für eine Lektorengruppe des Kinderbuchverlags Baumhaus der Verlagsgruppe Bastei Lübbe. Die Lektorengruppe besteht aus vier Autoren, über die wenig bekannt ist. Ihr erstes Buch Die geheime Drachenschule erschien im August 2018 und richtet sich an Kinder. In Folge erschienen sechs weitere Bücher dieser Serie.

## Veröffentlichungen
- Die geheime Drachenschule. Mit Illustrationen von Pascal Nöldner. Baumhaus Verlag, Köln 2018, ISBN 978-3-8339-0567-4.
- Die geheime Drachenschule. Der Drache mit den silbernen Hörnern. Mit Illustrationen von Pascal Nöldner. Baumhaus Verlag, Köln 2019, ISBN 978-3-8339-0581-0.
- Die geheime Drachenschule. Die Rückkehr des siebten Clans. Mit Illustrationen von Pascal Nöldner. Baumhaus Verlag, Köln 2020, ISBN 978-3-8339-0599-5.
- Die geheime Drachenschule. Das Erwachen der Blattfinger. Mit Illustrationen von Pascal Nöldner. Baumhaus Verlag, Köln 2020, ISBN 978-3-8339-0634-3.
- Die geheime Drachenschule. Das Tribunal der Sieben Flammen. Mit Illustrationen von Pascal Nöldner. Baumhaus Verlag, Köln 2021, ISBN 978-3-8339-0661-9.
- Die geheime Drachenschule. Die Rebellion der Drachenreiter. Mit Illustrationen von Pascal Nöldner. Baumhaus Verlag, Köln 2022, ISBN 978-3-8339-0683-1.
- Die geheime Drachenschule. Der Kampf um Sieben Feuer. Mit Illustrationen von Pascal Nöldner. Baumhaus Verlag, Köln 2022, ISBN 978-3-8339-0749-4.